# Chironomus rostratus
Chironomus rostratus är en tvåvingeart som först beskrevs av Jean-Jacques Kieffer 1911.  Chironomus rostratus ingår i släktet Chironomus och familjen fjädermyggor. Inga underarter finns listade i Catalogue of Life.